# Prosecco (vino)

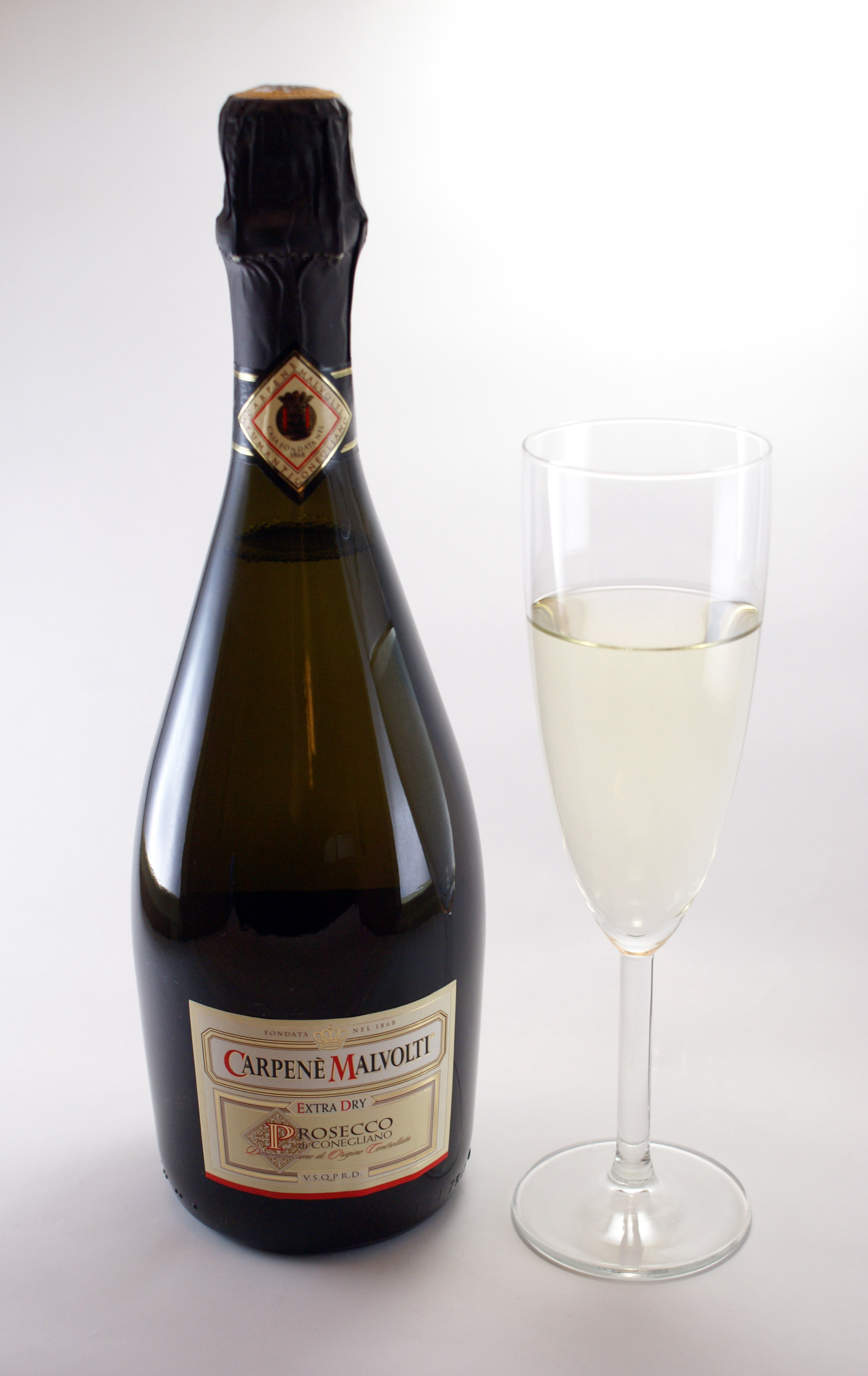
Una botella de prosecco de Conegliano espumoso extra seco y una copa de prosecco frizzante, que cesa de formar burbujas poco después de servido.

El prosecco es un vino blanco italiano, generalmente un vino espumoso seco o extra seco; hoy en día solo se elabora a partir de la variedad de uvas glera, anteriormente conocidas como "uvas prosecco". La uva glera crece en muchas regiones de Italia, pero para poder elaborar prosecco (que es DOC) tienen que proceder de las regiones de Friuli-Venecia Julia y Véneto, en Italia; tradicionalmente en la región de Friuli y en todo el Véneto, pero en especial en las áreas cerca de Conegliano y Valdobbiadene, en las colinas al norte de Treviso. 
El prosecco es conocido por ser el principal ingrediente del cóctel bellini.

## Historia

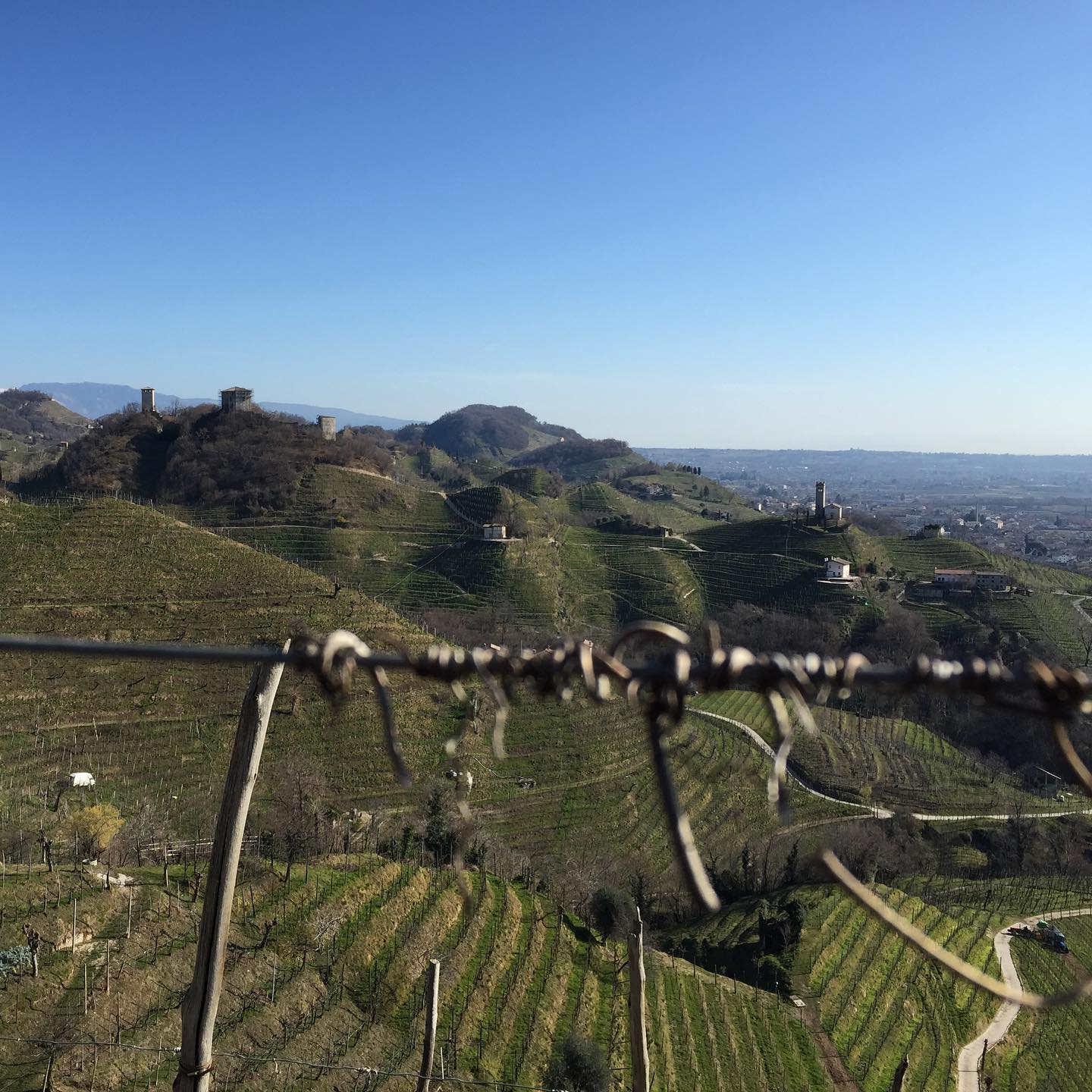
Colinas de viñedos de Valdobbiadene, UNESCO

A principios del siglo XVI, el vino local en Trieste, denominado ribolla gialla, era considerado como la derivación del antiguo vino pucino, mencionado ya por Plinio el Viejo en su Historia Natural y muy apreciado por Livia, la esposa del emperador Augusto, por sus propiedades medicinales. La necesidad de distinguir el ribolla de Trieste de otros vinos conocidos por el mismo nombre que se producían en Gorizia o en la costa de Istria, dio lugar a que se le cambiara el nombre a finales de dicha centuria. Siguiendo el lugar de producción durante la Antigüedad, se le llamó "castellum nobile vinum Pucinum", en referencia al castillo situado en Contovello, muy cerca de Prosecco (al norte de Trieste).
Hasta los años 1960, el vino espumoso prosecco era generalmente dulzón y apenas distinguible del vino Asti Spumante producido en Piamonte. Desde entonces, las técnicas de producción han mejorado, llevando a los vinos secos de gran calidad que se elaboran hoy en día. De acuerdo a un reportaje de 2008 en el New York Times, "el prosecco ha incrementado mucho su popularidad en los mercados fuera de Italia, con las ventas globales creciendo en porcentajes de dos dígitos desde 1998, ayudado también por su comparativamente bajo precio". Fue introducido en el mercado norteamericano en el año 2000 por Mionetto, hoy el mayor importador de prosecco, que también se ha destacado por una increíble tendencia de crecimiento.

## Denominación de origen
El prosecco está protegido como DOC (Denominazione di origine controllata) en Italia como Prosecco di Conegliano-Valdobbiadene, Prosecco di Conegliano y Prosecco di Valdobbiadene. Desde 2009, ha sido promocionado a DOCG.
Dentro de la Unión Europea posee la protección como Protected Designation of Origin (PDO) desde 2009.
A nivel internacional cuenta con registro como denominación de origen, conforme al Sistema de Lisboa, ante la Organización Mundial de la Propiedad Intelectual, desde el 24 de septiembre de 2012.

## Producción
Al contrario que su principal competidor comercial, el vino de Champaña, que utiliza el método champenoise, el prosecco se produce según el método charmat o en grandes vasijas, en el cual la segunda fermentación tiene lugar en tanques de acero inoxidable, haciéndolo menos caro de producir. 
En la actualidad se producen aproximadamente 150 millones de botellas de prosecco italiano. En 2008, el 60% del total del prosecco producido se elaboró en el área de Conegliano y Valdobbiadene. La producción del año anterior ascendió a 370 millones de euros. Empezando en los años 2000, las uvas prosecco también se cultivan en otros países, como Brasil, Rumanía, Argentina y Australia, pero el vino espumoso obtenido no puede ser llamado prosecco.

## Variantes
El prosecco se produce principalmente como vino espumoso, ya sea en su versión totalmente espumosa (spumante) o ligeramente burbujeante (frizzante, gentile'). El prosecco spumante, que se ha sometido a una fermentación secundaria completa, es la variante más cara. Las variantes espumosas pueden contener uvas pinot blanc o pinot gris. Dependiendo de su dulzura, los proseccos se etiquetan como "brut" (hasta 15 g de azúcar residual), "extra seco" (de 15 a 20 g), o "seco" (de 20 a 35 g).
Una versión no espumosa (calmo o tranquillo) se elabora también de las uvas glera; no obstante, solo representa el cinco por ciento de la producción total y casi no se exporta.
Los vinos de producción tradicional del área Conegliano-Valdobbiadene se etiquetan como "Prosecco di Conegliano-Valdobbiadene", "Prosecco di Conegliano" o "Prosecco di Valdobbiadene", en el caso de los del Véneto, o "Prosecco DOC" en el caso de los de Friuli. Los proseccos etiquetados con otra designación no protegida, como "IGT-Veneto", son habitualmente más baratos y de una calidad más variable.

### Cartizze Prosecco
La colina de Cartizze es un viñedo a 1000 m de altura sobre el nivel del mar y 107 hectáreas de viñas, propiedad de 140 productores. El prosecco de estas uvas, de las que se produce comparativamente poco, está considerado ampliamente como el de más alta calidad, o incluso el Grand Cru del prosecco. En consecuencia, una hectárea de terreno de viñedo en Cartizze se valora en más de un millón de dólares.
De acuerdo con una leyenda local, las uvas de Cartizze se recogían tradicionalmente tarde, ya que las viñas están situadas en escalones empinados y difíciles de alcanzar, lo que hizo que los viticultores descubrieran que este período prolongado de maduración mejoraba el sabor. Sin embargo, en una cata a ciegas en la feria de Vinitaly de 2006, el spumante de Cartizze fue clasificado por detrás del prosecco "normal".

## Consumo

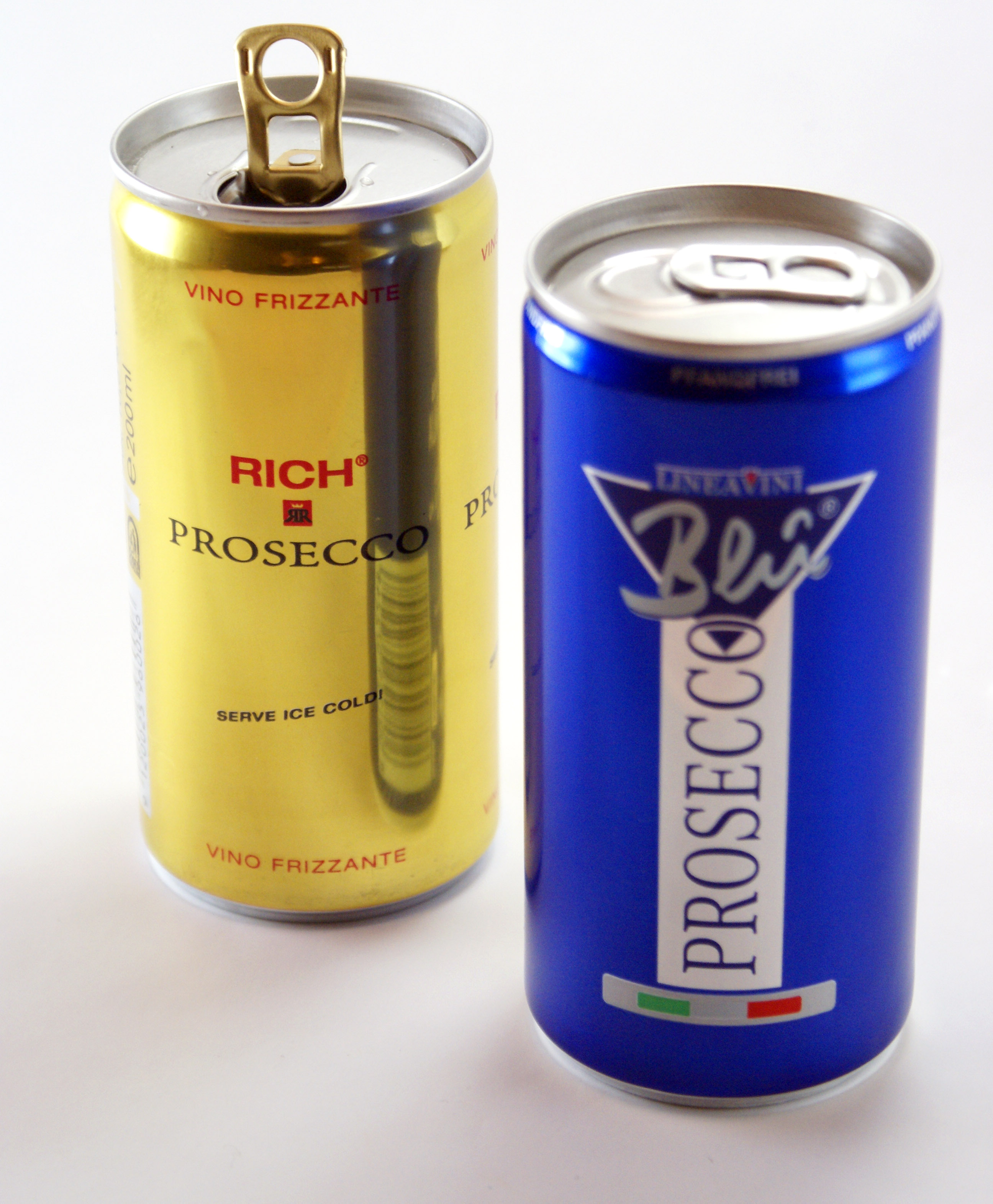
El prosecco frizzante barato también se vende en lata.

En Italia, el prosecco se disfruta como un vino para cualquier ocasión. Fuera de Italia, se consume mayoritariamente como aperitivo, como el champán. Al igual que otros vinos espumosos, el prosecco se sirve frío. Al contrario que el champán, el prosecco no fermenta en botella y se vicia con el tiempo, por lo que debe ser bebido lo antes posible y preferiblemente antes de que tenga dos años.
La mayor parte de los proseccos alcanzan su mejor punto cuando son consumidos tres años después de su recogida, pero los proseccos de alta calidad pueden alcanzar hasta siete años.
En comparación con otros vinos espumosos, el prosecco es bajo en alcohol, conteniendo un 11 o 12 por ciento de alcohol por volumen. El sabor del Prosecco se ha descrito como intensamente aromático y fresco, evocando la manzana amarilla, la pera, el melocotón blanco o el albaricoque. Al contrario que el champán, apreciado por su rico sabor y complejos aromas secundarios, la mayor parte de las variantes de prosecco tienen intensos aromas primarios y están pensados para que sepan fresco y ligero.
Habitualmente, el prosecco se sirve sin mezclar, pero también aparece en bastantes mezclas. Era el ingrediente original del cóctel Bellini y el Spritz, y puede reemplazar asimismo al champán en otros cócteles como la mimosa. Con vodka y sorbete de limón, el prosecco es igualmente un ingrediente del cóctel italiano sgroppino.